# Ciclo básico
Nos cursos de graduação da área de Ciências Exatas, o Ciclo Básico é o período inicial do curso, com duração média de dois anos ou quatro semestres. Essa denominação advém do fato de as disciplinas que compõem o Ciclo Básico serem comuns a todos os cursos de graduação da área. As disciplinas mais comuns oferecidas neste período incluem Cálculo diferencial e integral, Cálculo numérico, Física, Geometria analítica, Química e Estatística, entre outras.
É importante observar que nem todos os cursos de graduação em Ciências Exatas são estruturados de forma a incluir um Ciclo Básico, embora esta seja uma prática bastante comum nas universidades que oferecem várias modalidades de cursos de graduação na área.